# Distretti della Moldavia

Distretti della Moldavia

I distretti della Moldavia sono la suddivisione territoriale di primo livello del Paese e sono pari a 32; ad essi sono equordinate 3 città, un territorio autonomo (Gagauzia) e un'unità territoriale (Transnistria).
La Transnistria ha peraltro dichiarato la propria indipendenza come Repubblica Moldava di Pridniestrov: de iure è parte integrante della Moldavia; di fatto risulta uno Stato indipendente. Sul territorio dell'autoproclamata repubblica insistono 5 distretti.

## Lista
| Localizzazione | Distretto                       | Capoluogo    | Popolazione (2004) | Superficie (km²) |
| -------------- | ------------------------------- | ------------ | ------------------ | ---------------- |
|                | Distretto di Anenii Noi         | Anenii Noi   | 81 719             |                  |
|                | Distretto di Basarabeasca       | Basarabeasca | 28 978             |                  |
|                | Distretto di Briceni            | Briceni      | 77 978             |                  |
|                | Distretto di Cahul              | Cahul        | 119 201            |                  |
|                | Distretto di Călărași           | Călărași     | 75 167             |                  |
|                | Distretto di Cantemir           | Cantemir     | 60 008             |                  |
|                | Distretto di Căușeni            | Căușeni      | 90 616             |                  |
|                | Distretto di Cimișlia           | Cimișlia     | 60 936             |                  |
|                | Distretto di Criuleni           | Criuleni     | 72 259             |                  |
|                | Distretto di Dondușeni          | Dondușeni    | 46 437             |                  |
|                | Distretto di Drochia            | Drochia      | 87 083             |                  |
|                | Distretto di Dubăsari           | Cocieri      | 34 004             |                  |
|                | Distretto di Edineț             | Edineț       | 81 384             |                  |
|                | Distretto di Fălești            | Fălești      | 89 915             |                  |
|                | Distretto di Florești           | Florești     | 89 406             |                  |
|                | Distretto di Glodeni            | Glodeni      | 60 968             |                  |
|                | Distretto di Hîncești           | Hîncești     | 119 765            |                  |
|                | Distretto di Ialoveni           | Ialoveni     | 97 759             |                  |
|                | Distretto di Leova              | Leova        | 51 161             |                  |
|                | Distretto di Nisporeni          | Nisporeni    | 64 945             |                  |
|                | Distretto di Ocnița             | Ocnița       | 56 706             |                  |
|                | Distretto di Orhei              | Orhei        | 116 296            |                  |
|                | Distretto di Rezina             | Rezina       | 48 112             |                  |
|                | Distretto di Rîșcani            | Rîșcani      | 69 415             |                  |
|                | Distretto di Sîngerei           | Sîngerei     | 87 158             |                  |
|                | Distretto di Soroca             | Soroca       | 95 015             |                  |
|                | Distretto di Șoldănești         | Șoldănești   | 42 216             |                  |
|                | Distretto di Ștefan Vodă        | Ștefan Vodă  | 70 620             |                  |
|                | Distretto di Strășeni           | Strășeni     | 88 937             |                  |
|                | Distretto di Taraclia           | Taraclia     | 43 151             |                  |
|                | Distretto di Telenești          | Telenești    | 70 022             |                  |
|                | Distretto di Ungheni            | Ungheni      | 110 750            |                  |
|                | Bălți                           | Città        | 127 673            |                  |
|                | Bender (o Tighina)              | Città        | 97 000             |                  |
|                | Chișinău                        | Città        | 716 530            |                  |
|                | Gagauzia Territorio autonomo    | Comrat       | 155 781            |                  |
|                | Transnistria Unità territoriale | Dubăsari     | 555 347            |                  |

### Transnistria
L'unità territoriale della Transnistria, autoproclamatasi indipendente, si è suddivisa ulteriormente in 5 distretti e 2 municipalità (Tiraspol e Tighina, quest'ultima peraltro non ricompresa de iure in tale unità territoriale).
| Mappa | Distretto                | Capoluogo   | Popolazione | Superficie |
| ----- | ------------------------ | ----------- | ----------- | ---------- |
|       | Distretto di Camenca     | Camenca     |             |            |
|       | Distretto di Dubăsari    | Dubăsari    |             |            |
|       | Distretto di Grigoriopol | Grigoriopol |             |            |
|       | Distretto di Rîbnița     | Rîbnița     |             |            |
|       | Distretto di Slobozia    | Slobozia    |             |            |

## Evoluzione storica

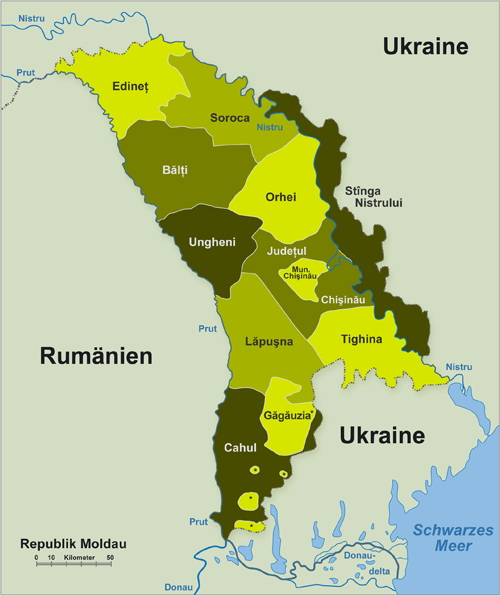
Suddivisione amministrativa della Moldavia da luglio del 1999 a febbraio del 2003

Da luglio 1999 a febbraio 2003 la Moldavia era suddivisa in nove contee o județe, cui si aggiungevano una municipalità, un'unità territoriale e un'unità territoriale autonoma.
| Contea                                 | Capoluogo |
| -------------------------------------- | --------- |
| Contea di Bălți                        | Bălți     |
| Contea di Cahul                        | Cahul     |
| Contea di Chișinău                     | Chișinău  |
| Contea di Edineț                       | Edineț    |
| Contea di Lăpușna                      | Hîncești  |
| Contea di Orhei                        | Orhei     |
| Contea di Soroca                       | Soroca    |
| Contea di Tighina                      | Căușeni   |
| Contea di Ungheni                      | Ungheni   |
| Municipalità di Chișinău               | -         |
| Stânga Nistrului (Unità territoriale)  | Dubăsari  |
| Gagauzia (Unità territoriale autonoma) | Comrat    |